# Бернайс, Михаил
Михаил Бернайс (нем. Michael Bernays; 27 ноября 1834, Гамбург — 25 февраля 1897, Карлсруэ) — германский литературовед и историк литературы, исследователь творчества Гёте, брат Якоба Бернайса.

## Биография
Михаил Бернайс родился в семье раввина Исаака Бернайса, но, в отличие от своего брата, в 1856 году принял христианство (протестантизм). Образование с 1853 по 1856 год получил в Бонне и Гейдельберге, изучал сначала право и историю, затем немецкую литературу, получив учёную степень в Гейдельберге. После завершения получения образования был лектором и журналистом в Кёльне и Бонне, где получил относительную известность своими лекциями о Шекспире. В 1866 году отверг предложение стать редактором Preussische Jahrbücher. В 1872 году стал профессором в Лейпциге. С мая 1873 года состоял экстраординарным профессором истории и германской литературы в Мюнхенском университете — эта должность была введена в университете специально для него указом Людвига II Баварского. Спустя год, в 1874 году, стал ординарным профессором. В 1890 году ушёл в отставку и поселился в Карлсруэ, где прожил до конца жизни.
Основные работы: «Ueber Kritik und Geschichte des Goetheschen Textes» (Берлин, 1867); «Goethes Briefe an Friedr. Aug. Wolf» (Берлин, 1868); «Zur Entstehungsgeschichte des Schlegelschen Shakspeare» (Лейпциг, 1872); обширное предисловие к сборнику юношеских произведений Гёте, изданных Бернайсом по рукописям, хранившимся в «Гётевской библиотеке» Гирцля, под заглавием «Der junge Goethe» (Лейпциг, 1875), и новое издание классического перевода гомеровой «Одиссеи» Фосса (Штутгарт, 1881). Кроме того, Бернайсу принадлежит исправленное издание Шекспира в переводе Шлегеля и Тика (Берлин, 1871—1872).
Его племянница Марта Бернайс была женой Зигмунда Фрейда.